# Mary Pickford
Mary Pickford született Gladys Marie Smith (Toronto, Ontario, 1892. április 8. – Santa Monica, Kalifornia, 1979. május 29.) Oscar-díjas amerikai színésznő és producer.

## Élete
Szegénységben nőtt fel. Tizenkét éves korában játszott először a Broadway színpadán. A film számára 1908-ban fedezte fel D. W. Griffith. Körülbelül 150 Biograph-filmben játszott. Az  aranyszőke, loknis, ártatlan leányka típusban felismerték a tehetséget és a lehetőséget. Akkoriban nem volt szokás az előzetesekben szerepeltetni a szereplők nevét, ő azonban „Kicsi Mary” néven már megjelent a filmelőzetesekben is.
Adolf Zukor 1913-ban szerződtette, és hamar felismerte, hogy a kicsi Mary kiváló üzletasszony is egyben. Ő volt az első filmsztár, aki piaci értéke szerint fizettette meg magát. Míg a Biographnál heti 10 dollárt kapott, a Famous Playersnél 1913 és 1915 között a heti honoráriuma 500 dollárról 2000 dollárra ugrott. Ezek után aszerint választott filmtársaságot, hogy ki fizet többet érte. Zukorhoz visszatérve 1917-1919 között forgatta a Kis amerikait, amit Cecil B. DeMille rendezett az USA propagandafilmjeként. 1919-ben gyártották a Nyakigláb apót Marshal Neilan rendezésében egy klasszikus gyerekkönyv alapján.
Pickford 1919-ben alapította férjével, Douglas Fairbanksszel, valamint Charlie Chaplinnel és D. W. Griffithszel a United Artists filmgyártó vállalatot. Néhány szokványos film után 28 évesen már megpróbált kilépni a kislány szerepköréből, de a nézők nem fogadták el a spanyol táncosnőként Ernst Lubitsch Rositájában, sem Makrancos Katának Sam Taylor rendezésében. Ő kapta az első hangosfilmnek odaítélt Oscar-díjat a Coquette-ben nyújtott alakításáért.
A közben multimilliomossá váló Mary 1933-ban forgatta utolsó filmjét. 20 évvel később eladta részét az United Artistsban. Három évvel halála után különleges Oscar-díjjal tüntették ki életművéért.

## Magánélete
Pickford háromszor ment férjhez. Első házasságát Owen Moore-ral (1886–1939), egy ír származású némafilm-színésszel kötötte 1911. január 7-én. A párnak több problémája volt, többek között Moore alkoholizmusa, közben Pickford titkos viszonyba kezdett Douglas Fairbanksszel. Mary 1920. március 2-án elvált és március 28-án hozzáment Fairbankshez. Legendás házaspárnak számítottak akkoriban. Azonban ez a házassága sem sikerült, Pickford karrierje miatt stresszes életet élt, és Fairbanksnek viszonya lett egy másik nővel, aki miatt 1936. január 10-én elváltak.
1937. június 24-én Mary Pickford megesküdött utolsó férjével, a színész Charles Rogersszel. Örökbe fogadtak két gyermeket, Roxanne-t és Ronaldot. Együtt maradtak életük végéig, egészen Pickford 87 éves korában agyvérzésben bekövetkezett haláláig.

## Filmográfia

### Rövidfilmek
- 1909 The Violin Maker of Cremona
- 1909 The Lonely Villa
- 1909 The Son's Return
- 1909 Faded Lilies
- 1909 Her First Biscuits
- 1909 The Peach-Basket Hat
- 1909 The Way of Man
- 1909 The Necklace
- 1909 The Country Docto
- 1909 The Cardinal's Conspiracy
- 1909 The Renunciation
- 1909 Sweet and Twenty
- 1909 The Slave
- 1909 A Strange Meeting
- 1909 They Would Elope
- 1909 His Wife's Visitor
- 1909 The Indian Runner's Romance
- 1909 Oh, Uncle!
- 1909 The Seventh Day
- 1909 The Little Darling
- 1909 The Sealed Room
- 1909 1776 or The Hessian Renegades
- 1909 Getting Even
- 1909 The Broken Locket
- 1909 In Old Kentucky
- 1909 The Awakening
- 1909 The Little Teacher
- 1909 His Lost Love
- 1909 In the Watches of the Night
- 1909 What's Your Hurry?
- 1909 The Gibson Goddess
- 1909 The Restoration
- 1909 The Light That Came
- 1909 A Midnight Adventure
- 1909 The Mountaineer's Honor
- 1909 The Trick That Failed
- 1909 The Test
- 1909 To Save Her Soul
- 1910 All on Account of the Milk
- 1910 The Woman From Mellon's
- 1910 The Englishman and the Girl
- 1910 The Newlyweds
- 1910 The Thread of Destiny
- 1910 The Twisted Trail
- 1910 The Smoker
- 1910 As It Is In Life
- 1910 A Rich Revenge
- 1910 A Romance of the Western Hills
- 1910 The Unchanging Sea
- 1910 Love Among the Roses
- 1910 The Two Brothers
- 1910 Ramona
- 1910 In the Season of Buds
- 1910 A Victim of Jealousy
- 1910 A Child's Impulse
- 1910 May and December
- 1910 Muggsy's First Sweetheart
- 1910 Never Again!
- 1910 What the Daisy Said
- 1910 The Call to Arms
- 1910 An Arcadian Maid
- 1910 When We Were In Our Teens
- 1910 The Sorrows of the Unfaithful
- 1910 Wilful Peggy
- 1910 Muggsy Becomes a Hero
- 1910 A Gold Necklace
- 1910 The Masher
- 1910 A Lucky Toothache
- 1910 Waiter No. 5
- 1910 Simple Charity
- 1910 Song of the Wildwood Flute

- 1910 A Plain Song
- 1910 White Roses
- 1911 When A Man Loves
- 1911 The Italian Barber
- 1911 Three Sisters
- 1911 A Decree of Destiny
- 1911 Their First Misunderstanding
- 1911 The Dream
- 1911 Maid or Man
- 1911 At the Duke's Command
- 1911 The Mirror
- 1911 While The Cat's Away
- 1911 Her Darkest Hour
- 1911 Artful Kate
- 1911 A Manly Man
- 1911 The Message in the Bottle
- 1911 The Fisher-Maid
- 1911 In Old Madrid
- 1911 Sweet Memories
- 1911 The Stampede
- 1911 Second Sight
- 1911 The Fair Dentist
- 1911 For Her Brother's Sake
- 1911 The Master and the Man
- 1911 The Lighthouse Keeper
- 1911 Back to the Soil
- 1911 In the Sultan's Garden
- 1911 For the Queen's Honor
- 1911 A Gasoline Engagement
- 1911 At a Quarter of Two
- 1911 Science
- 1911 The Skating Bug
- 1911 The Call of the Song
- 1911 The Toss of a Coin
- 1911 Tween Two Loves
- 1911 The Rose's Story
- 1911 The Sentinel Asleep
- 1911 The Better Way
- 1911 His Dress Shirt
- 1911 From the Bottom of the Sea
- 1911 The Courting of Mary
- 1911 Love Heeds Not the Showers
- 1911 Little Red Riding Hood
- 1911 The Caddy's Dream
- 1912 Honor Thy Father
- 1912 The Mender of Nets
- 1912 Iola's Promise
- 1912 Fate's Interception
- 1912 The Female of the Species
- 1912 Just Like a Woman
- 1912 Won By a Fish
- 1912 The Old Actor
- 1912 A Lodging for the Night
- 1912 A Beast at Bay
- 1912 Home Folks
- 1912 Lena and the Geese
- 1912 The School Teacher and the Waif
- 1912 An Indian Summer
- 1912 The Narrow Road
- 1912 The Inner Circle
- 1912 With the Enemy's Help
- 1912 A Pueblo Legend
- 1912 Friends
- 1912 So Near, Yet So Far
- 1912 A Feud in the Kentucky Hills
- 1912 The One She Loved
- 1912 My Baby
- 1912 The Informer
- 1912 The New York Hat
- 1913 The Unwelcome Guest

### Nagyjátékfilmek
- 1913 In the Bishop's Carriage
- 1913 Caprice
- 1914 Hearts Adrift
- 1914 A Good Little Devi
- 1914 Tess of the Storm Country
- 1914 The Eagle's Mat
- 1914 Such a Little Queen
- 1914 Behind the Scenes
- 1914 Cinderella
- 1915 Mistress Nell
- 1915 Fanchon, The Cricket
- 1915 The Dawn of a Tomorro
- 1915 Little Pal
- 1915 Rags
- 1915 Esmeralda
- 1915 A Girl of Yesterday
- 1915 Madame Butterfly
- 1916 The Foundling
- 1916 Poor Little Peppina
- 1916 The Eternal Grind
- 1916 Hulda From Holland
- 1916 Less Than the Dust
- 1917 The Pride of the Clan
- 1917 The Poor Little Rich Girl

- 1917 A Romance of the Redwoods
- 1917 The Little American
- 1917 Rebecca of Sunnybrook Farm
- 1917 The Little Princess
- 1918 Stella Maris
- 1918 Amarilly of Clothes-line Alley
- 1918 M'Liss
- 1918 How Could You, Jean?
- 1918 Johanna Enlists  5 reels
- 1919 Captain Kidd, Jr
- 1919 Daddy-Long-Legs
- 1919 The Hoodlum
- 1919 The Heart o' the Hills
- 1920 Pollyanna
- 1920 Suds
- 1921 The Love Ligh
- 1921 Through the Back Door
- 1921 Little Lord Fauntleroy
- 1922 Tess of the Storm Country
- 1923 Rosita
- 1924 Dorothy Vernon of Haddon Hall
- 1925 Little Annie Rooney
- 1926 Sparrows
- 1927 My Best Girl

### Hangosfilmek
- 1929  Coquette
- 1929  The Taming of the Shrew
- 1931  Kiki
- 1933  Secrets